# Trận Watling Street
Trận Watling Street là tên thường gọi của trận đánh quyết định chấm dứt cuộc khởi nghĩa Boudica của người bản địa Anh chống nền đô hộ La Mã, xảy ra khoảng năm 60 hoặc 61 giữa liên quân các bộ tộc đảo Anh do nữ vương Boudica chỉ huy với lực lượng La Mã do tướng Gaius Suetonius Paulinus chỉ huy. Dù bị lép vế về quân số, quân đội La Mã với ưu thế vượt trội về kỷ luật và vũ khí đã đánh bại và thảm sát đẫm máu các tộc Anh. Boudica phải tự sát. Trận đánh đặt dấu chấm hết cho các cuộc khởi nghĩa của người Anh ở phía nam hòn đảo, góp phần củng cố nền đô hộ lâu dài của La Mã tại đây tới tận năm 410.
Ngày nay, tư liệu về trận đánh này chỉ còn được tìm thấy trong các trước tác của Tacitus và Dio Cassius, cả hai đều là sử gia La Mã. Các sử gia hiện đại vẫn chưa xác định được rõ địa điểm trận đánh, chỉ phỏng đoán khu vực giữa Londinium và Viroconium (nay là làng Wroxeter, thuộc hạt Shropshire), trên con đường được xây từ thời La Mã mà nay gọi là Watling Street. Tên gọi Watling Street cũng chỉ xuất hiện từ khi người Anglo-Saxon thống trị Anh. Do vậy, cái tên Watling Street do người này nay gán cho trận đánh là sai về niên đại và thiếu bằng chứng hợp lý, chỉ mang tính suy đoán. Dù sao, con đường mà hậu thế gọi là Watling Street là một địa điểm chiến lược quan trọng trong chiến dịch của Suetonius mà trận đánh này là đỉnh điểm.

## Bối cảnh
Năm 43, La Mã đem quân đánh vùng đông nam Anh, mở màn quá trình xâm chiến hòn đảo này. Họ dùng võ lực tắm máu và xóa sổ một số bộ tộc Anh, mặt khác giữ vài bộ tộ khác làm phiên bang, được tự trị nhưng phải thần phục La Mã.
Một trong các bộ tộc xưng thần với La Mã là Iceni, sống ở vùng Norfolk ngày nay. Vua Iceni là Prasutagus làm di chúc cho các con gái mình và hoàng đế La Mã Nero cùng thừa kế lãnh địa của ông. Bằng cách này, ông mong giữ thiện chí với La Mã để bộ tộc mình được độc lập. Trái với mong đợi của Prasugatus, người La Mã dùng bạo lực cưỡng đoạt đất của ông và lăng mạ gia đình ông, đánh đập góa phụ ông là Boudica rồi hãm hiếp hai con gái bà. Một số người quyền quý La Mã như Catus Decianus và Seneca cũng chèn ép gay gắt dân Anh phải trả hết các khoản vay trước đó.
Sự đàn áp tàn nhẫn của người La Mã đã gây căm phẫn sâu sắc cho nhiều người tộc Anh. Thừa lúc quan thống đốc La Mã Gaius Suetonius Paulinus đi đánh đảo Mona (Anglesey, phía bắc xứ Wales), tộc Iceni liên kết với tộc Trinovantes láng giềng tiến hành khởi nghĩa. Họ bầu Boudica làm lãnh đạo và phát quân đánh Camulodunum (Colchester). Camulodunum nguyên là thủ đô của dân Trinovantes, đã bị La Mã cấp làm nơi dưỡng cư cho các cựu binh của họ. Các cựu binh La Mã đã thỏa sức cướp đoạt đất đai, ruộng vườn của người bản địa, lại ép họ làm nô lệ vất vả. Đặc biệt, họ phải lao dịch nặng nề để xây cất miếu thờ Claudius, hoàng đế La Mã đã mở màn xâm lược Anh năm 43. Boudica dẫn quân khởi nghĩa đánh Camulodunum rất ác liệt, phá hủy toàn bộ thành phố và giết sạch những người La Mã bị kẹt bên trong. Suetonius đang ở xa, các cựu binh chỉ kịp gọi quan đại diện Catus Decianus đem 200 binh tới cứu. Số quân này nhanh chóng bị nghiền nát. Decianus trốn chạy vào tỉnh Gaule. Tướng La Mã Petilius Cerialis dẫn binh đoàn XIX Hispana tới cứu nhưng bị Boudica đón đánh phá tan. Toàn bộ số bộ binh của Cerialis bị tiêu diệt, ông ta đem vài kỵ binh chạy vào đồn, không dám ra đánh.
Sau thắng lợi bước đầu, Boudica dẫn binh đánh phá Londinium (Luân Đôn ngày nay). Tin tức về cuộc khởi nghĩa lan rộng buộc Suetonius hối hả mang quân theo đường Watling Street vào giữ Londinium. Thoạt tiên Suetonius định dàn quân đánh một trận ở Londinium, nhưng kiểm điểm lại thấy quân số thưa thớt, nên ông ta vội rút quân khỏi Londinium trước khi Boudica tới. Boudica tiến vào Londinium và đốt sạch thành phố. Sử gia La Mã Tacitus kể tất cả cư dân La Mã không chạy kịp đều bị tàn sát. Boudica lại phát triển tấn công tới Verulamium (St. Albans ngày nay).
Đang khi Boudica tiến chiếm Verulamium, Suetonius xốc lại quân ngũ. Tacitus thuật lại rằng Suetonius tụ tập 1 vạn quân, gồm binh đoàn Legio XIV Gemina do ông trực tiếp chỉ huy, cùng một số thầnh phần thuộc Legio XX Valeria Victrix và tất cả số quân trợ chiến sẵn có. Quân đô hộ còn có binh đoàn II Augusta đóng gần Exeter nhưng không kịp hội quân với Suetonius. Một binh đoàn khác là IX Hispana trước đó đã bị tận diệt khi cố giải cứu Camulodunum. Sử gia La Mã Cassius Dio kể quân số các bộ tộc Anh lên tới 23 vạn người.

## Trận đánh
Do bị áp đảo về quân số, Suetonius phải chọn chiến địa hết sức cẩn thận. Ông ta lựa một hẻm núi chật hẹp, mặt trước có đồng trống, mặt sau có rừng rậm. Núi đồi hai bên bảo vệ các cánh sườn quân La Mã, khu rừng đằng sau ngăn chặn mọi nguy cơ đánh tập hậu, còn vùng đồng trống phía trước làm Boudica không thể đặt quân mai phục. Thay vì đó, Boudica phải dốc hết quân đánh trực diện đội quân chuyên nghiệp và tối tân của La Mã. Suetonius còn bày trận pháp rất chặt chẽ, các hàng ngũ đứng sát sao, hai bên sườn đều xếp đầy kỵ binh và bộ binh trợ chiến.

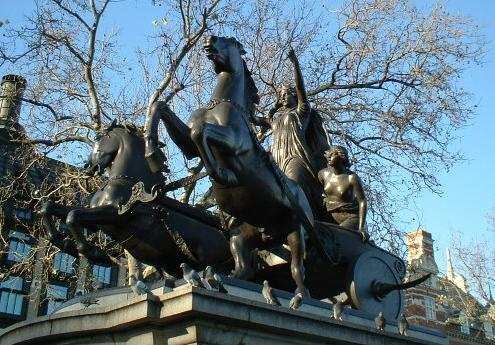
Tượng đài Boadicea của Thomas Thornycroft, miêu tả Boudica cùng các con gái trên chiến xa cổ động binh sĩ.

Đối diện với họ, Boudica dàn các khối bộ binh và kỵ binh dày đặc, "đông chưa từng có" (theo lời của Tacitus). Quân Anh khí thế rất mạnh, tự tin vào chiến thắng đến độ họ đặt một dãy xe chở vợ con ở cuối trận tuyến, để vợ con họ được tận mục chiến thắng vinh quang của họ. Đây cũng là việc mà trước kia hai tù trưởng người German là Boiorix của tộc Cimbri và Ariovistus của tộc Suebi đã làm khi đánh với các danh tướng La Mã Gaius Marius và Julius Caesar. Sử gia Tacitus, viết hơn 50 năm sau, kể rằng Boudica cùng các con gái cưỡi chiến xa, đi đến từng bộ lạc để ủy lạo, truyền cảm cho họ, khẳng định truyền thống của các tộc Anh là chiến đấu dưới sự lãnh đạo của phụ nữ: 
"'Nhưng giờ đây', bà ấy nói, 'với thân phận không phải là người đàn bà dòng dõi quyền quý, mà là một người bình thường, tôi trả thù cho tự do bị cướp đạt, thân thể bị chà đạp, và trinh tiết bị xâm hại của các con gái tôi. La Mã đã quá tham tàn đến mức những người đồng bào của chúng ta, kể cả người già và người còn trinh, đều nhiễm ô uế. Nhưng trời luôn giúp cho sự phục thù chân chính; một binh đoàn [La Mã] cả gan chống trả đã bị tiêu diệt; số còn lại hoặc chui rúc trong doanh trại, hoặc cùng quẫn tìm cách bỏ trốn. Chúng sẽ không trụ được dưới những tiếng hò reo của hàng vạn quân ta, chưa phải kể đến những đợt xung phong và những đòn giáng của ta. Nếu các bạn xét kỹ binh lực hai bên, và các tác nhân cuộc chiến, các bạn sẽ thấy mình phải thắng hoặc chết trong trận đánh này. Đó là quyết định của một người đàn bà; còn đàn ông, họ chỉ đáng sống và làm nô lệ.'"

 
Theo Tacitus, Suetonius cũng động viên sĩ khí bằng những lời lẽ hùng hồn: 
"Đừng để tâm tới tiếng hét chói tai của lũ man di. Quân chúng nhiều đàn bà hơn đàn ông. Chúng chẳng phải chiến binh-chúng còn không được trang bị đúng kiểu. Ta đã đánh bại chúng trước đó và hễ chúng thấy được võ khí và thấm được tinh thần của ta, chúng sẽ tan tành. Hãy sát cánh nhau. Hãy quăng lao, rồi xốc tới, đánh chúng ngã lăn bằng khiên rồi kết liễu chúng bằng kiếm. Chớ có cướp bóc. Cứ thắng đi rồi các anh sẽ có hết mọi thứ."
 Tacitus và nhiều sử gia thời đó có khuynh hướng tự chết những bài diễn văn sống động khi chép về những sự kiện lớn. Tuy nhiên, lời diễn văn được gán cho Suetonius ở đây thẳng thừng và thực tiễn một cách khác thường. Cha vợ Tacitus là thống đốc tương lai Gnaeus Julius Agricola làm việc trong bộ tham mưu của Suetonius trong chiến dịch này; có thể Agricola đã kể lại khá chính xác cho Tacitus.
Dù quân các tộc Anh rất đông, sử sách kể họ trang bị rất sơ sài, một phần do tộc Iceni đã bị giải giáp từ trước cuộc khởi nghĩa. Boudica thúc quân ồ ạt tràn qua đồng trống, đánh vào mặt quân La Mã. Khi quân Anh còn chưa kịp áp sát, quân La Mã đã phóng pilum, một loại lao thời đó, đốn gục một số quân Anh đang xung phong và phá hỏng khiến của số còn lại, khiến họ phải vứt khiên và phơi thân cho những ngọn lao tiếp theo. Đến lúc quân La Mã hết lao, họ tiến lên đánh giáp lá cà với quân Anh. Đội hình La Mã xếp rất chặt và nhọn ra như một mũi dùi. Nhờ ưu thế vượt trội về binh giáp, khí giới và kỷ cương, người La Mã giành được thế thượng phong. Sau đó, kỵ binh La Mã mang giáo dài vào trận và đập tan quân Anh. Quân Anh tan vỡ cuống cuồng chạy, nhưng chính dãy xe ở hậu tuyến đã làm hại họ, chặn mất đường thoát của họ. Quân La Mã điên cuồng đuổi theo thảm sát, giết vô số chiến binh, phụ nữ, trẻ em và cả súc vật thồ. Tacitus có nhắc tới một lời đồn rằng quân La Mã chỉ chết hại 400 người mà tắm máu đến 8 vạn quân Anh. Tuy nhiên, giới làm sử hiện đại bác bổ những cn số như vậy là phóng đại.
Theo Tacitus, Boudica thua trận đã uống thuốc độc tự sát. Cassius Dio thì nói bà bị bệnh chết và được an táng long trọng. Bên La Mã có Poenius Postumus là đồn trưởng binh đoàn II Augustus, người này rút gươm tự sát vì không kịp dự trận (làm quân sĩ mất cơ hộ được chia sẻ vinh quang).

### Địa điểm
Cả hai sử gia duy nhất thuật lại trận đánh đều khỏi nói rõ nơi xảy ra. Ngày nay, giới sử học đã phỏng đoán nhiều địa điểm khác nhau; những giả định này đều ít nhiều hợp lý với ghi chép của lịch sử về việc Boudica từ khu vực Luân Đôn ra đánh quân La Mã tập trung từ hướng Cornwall và Wales. Một truyền thuyết kể trận đánh được tiến hành trên đường Battle Bridge Road tại King's Cross, Luân Đôn, dù Tacitus không nói Suetonius trở lại Londonium sau khi rút khỏi thành phố.
Phần lớn sử gia nghiêng về các địa điểm ở Trung du Anh Quốc; trận đánh có lẽ diễn ra dọc theo con đường La Mã giữa Londinium và Viroconium (Wroxeter), thời Anglo-Saxon gọi là đường Watling Street, và cả đường A5.
Các giả thuyết có uy tín đã chỉ ra những địa điểm sau;
- Manduessedum (Mancetter), gần Atherstone ở Warwickshire, thuyết này được nhà khảo cổ Graham Webster đề xướng và vẫn được giới hàn lâm coi là địa điểm thích hợp nhất[21]
- Một nơi gần High Cross ở Leicestershire,[22]
- Cuttle Mill gần Paulerspury, đông nam Lactodorum (Towcester) ở Northamptonshire,[23][24][25]
- Arbury Banks, gần Ashwell (Herts.)[26] giả định này được đưa ra năm 2009
- Church Stowe, Northamptonshire.[27]
- Thung lũng Kennet, gần Silchester.[28][29]
- Trên đường Watling Street, về hướng nam Dunstable, Bedfordshire.[30]

## Sau trận đánh
Theo sử gia La Mã Suetonius, cuộc khởi nghĩa Boudica đã làm hoàng đế Nero choáng váng, từng đòi rút quân khỏi Anh. Nhưng với trận Watling Street, cuộc khởi nghĩa bị kết liễu và người La Mã tiếp tục cai trị Anh.
Tuy nhiên, theo Cassius Dio, trận đánh vẫn chưa thể bóp chết tinh thần kháng chiến của người Anh. Sau khi Boudica chết, các bộ tộc Anh chấn chỉnh lực lượng và chuẩn bị tiếp tục chiến đấu. Trong khi đó, Suetonius tiếp tục thực hiện chính sách cai trị hà khắc. Nero không muốn gây thêm bất ổn, bèn triệu hồi Suetonius và phong Publius Petronius Turpilianus, một người ôn hòa hơn, làm thống đốc.
Từ đây, nền đô hộ lâu dài của La Mã được củng cố ở phía nam Anh; tuy nhiên, vùng phía bắc Anh vẫn chưa yên hẳn. Năm 69, có quý tộc người Brigantes là Venutius phát động một cuộc khởi nghĩa khác. Vụ này không được ghi chép đầy đủ, chỉ biết là từ một tranh chấp nội bộ chuyển thành khởi nghĩa chống La Mã.